# Антонела Риха
Антонела Риха (Котор, 1. фебруар 1963) српска је новинарка и водитељка.
Дипломирала је на Филозофском факултету Универзитета у Београду, на смеру за етнологију и антропологију. Новинарством се бави од 1989. године. Каријеру је започела у редакцији Радио Београда коју напушта 1992. године. Од 1993. до 1996. године радила је као истраживач у Фонду за хуманитарно право. Августа 1996. године постаје део информативне редакције Радија Б92. Била је специјални извештач из Приштине током сукоба на Косову. Водила је и уређивала емисије „Кажипрст” и „Полиграф” на Б92, „Распакивање” на РТС-у, а била је и уредница политичке рубрике у НИН-у.
Завршила је обуку на Међународном институту за људска права у Стразбуру, о методологији истраживања ратних злочина и кршења људских права. Тренутно ради на пројектима подршке независним медијима у Србији.
Добитница је Награде Југ Гризељ за 2003. годину.